# جزيرة ألفا
 جزيرة ألفا والمعروفة أيضًا باسم جزيرة هويبرو (بالإنجليزية: Alpha Island)‏، هي جزيرة صغيرة تقع في القارة القطبية الجنوبية بين جزيرة إبسيلون وجزيرة دلتا، وهي إحدى جزر مجموعة «جزر ميلشيور» في أرخبيل بالمر.
قامت سفن الأبحاث البريطانية (Discovery Investnings) برسمها وتخطيطها في عام 1927، وسُميت باسم الحرف الأول من الأبجدية اليونانية، بالاشتراك مع أسماء جزر أخرى في هذه المجموعة. تم معاينة الجزيرة ودراستها لأول مرة من قبل البعثات الأرجنتينية للقطب الجنوبي في عام 1942 و1943 و1948.